# Joseph Marier
Pour l’article homonyme, voir Marier.
Joseph Marier (3 mars 1887-26 janvier 1969) fut un avocat et homme politique du Québec. Il est le frère d'Elphège Marier.
Il est élu député de l'Union nationale dans la circonscription provinciale de Drummond lors de l'élection de 1936.
Il fut nommé juge à la Cour des sessions du district de Drummondville le 7 décembre 1944.